# Corolle
Pour les articles homonymes, voir Corolle (homonymie).

Diagramme d'une fleur à maturité.

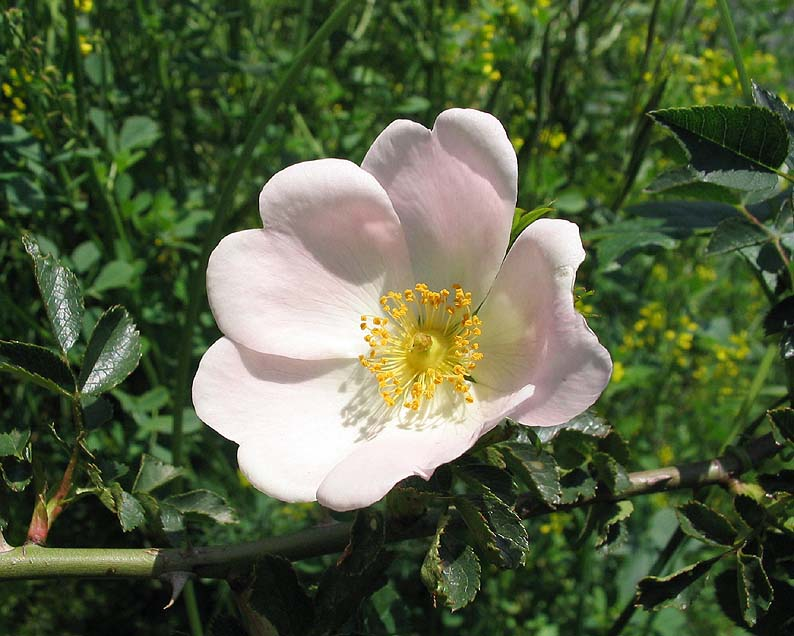
Corolle d'églantier.

La corolle ou corole, dans le domaine de la botanique, désigne la partie de la fleur formée par l'ensemble de ses pétales, par opposition au calice constitué des sépales.
Cette définition s'applique à des fleurs dichlamydées, c'est-à-dire possédant un périanthe complet, à deux cycles (mot à mot « à deux tuniques »). Certaines fleurs sont monochlamydées (ne possédant qu'un calice ou qu'une corolle), d'autres sont achlamydées (sans calice ni corolle, par exemple les euphorbes).
La corolle peut être dialypétale quand les pétales sont indépendants les uns des autres. Elle peut aussi être gamopétale, les pétales étant unis entre eux et formant un tube ; le sommet de ce tube est appelé gorge, et s'épanouit en lobes.
La botanique traditionnelle, essentiellement descriptive, s'est souvent servi de l'apparence de la corolle pour déterminer les grandes familles de plantes à fleurs. C'est le cas en particulier des familles suivantes :
- les crucifères (aujourd'hui brassicacées), dont la corolle comporte quatre pétales formant une croix ;
- les labiées (aujourd'hui lamiacées), dont la corolle en tube s'ouvre en principe en deux lèvres, la lèvre supérieure bilobée et l'inférieure trilobée ;
- les papilionacées (aujourd'hui fabacées), dont la corolle papilionacée est formée de cinq pétales. Le pétale supérieur, généralement érigé, est appelé « étendard ». Les deux pétales latéraux sont les « ailes », tandis que les pétales inférieurs, soudés entre eux ou très rapprochés, forment la « carène ».

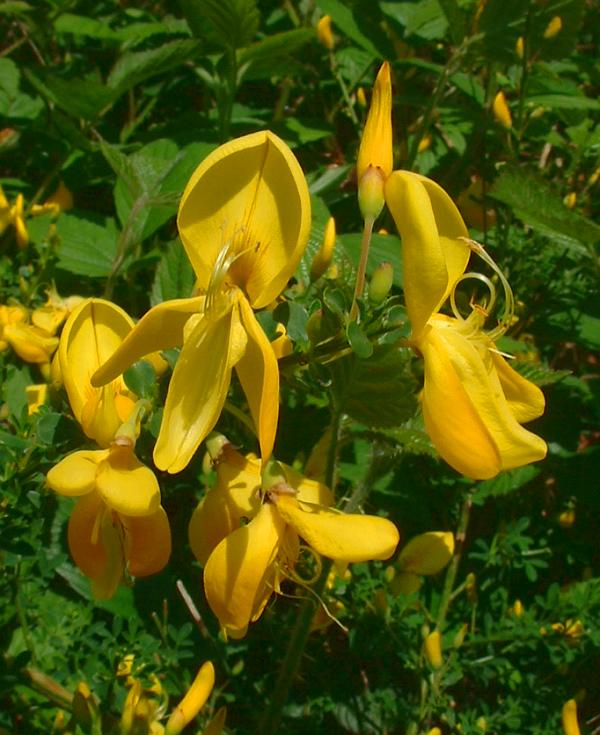
Papilionacée (Cytisus scoparius)
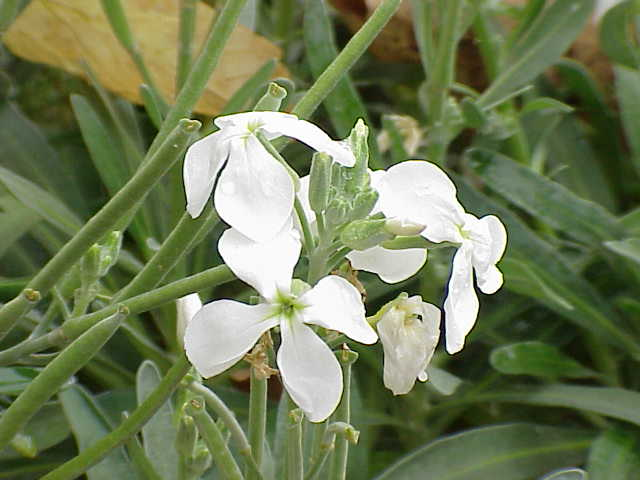
Crucifère (Matthiola incana)
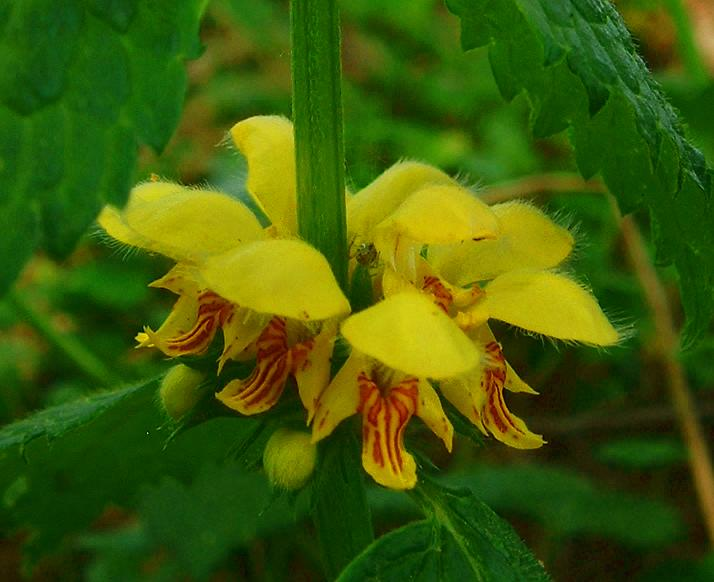
Labiée (Lamiastrum galeobdolon)

Un cas particulier est celui de nombreuses monocotylédones, dont les trois sépales et les trois pétales présentent des couleurs et souvent des formes identiques. Les diverses pièces du périanthe sont appelées tépales, et il est parfois impossible de distinguer le calice de la corolle (c'est le cas, entre autres, du genre Allium). Cependant, il arrive aussi que les tépales soient disposés en deux cycles, le cycle intérieur étant la corolle (tulipe, lys).

## Analyse fonctionnelle
La corolle joue un rôle important dans la pollinisation. Les différents types de corolles sont en effet souvent corrélés aux modes de pollinisation, même si l'origine et l'évolution de ceux-ci ne sont pas toujours faciles à reconstituer (ce qu'il est possible de faire, par exemple, pour les groupes de primates).
En effet, la corolle peut orienter les pollinisateurs vers les organes reproducteurs (comme c'est le cas des Papilionacées) ; elle peut aussi leur rendre l'accès difficile, les obligeant ainsi à passer par les étamines ou le stigmate (orchidées). Parfois enfin, elle peut être absente ou très réduite, comme dans le cas des graminées.
Enfin, la corolle peut jouer un rôle dans la dissémination des graines. C'est le cas de certaines plantes aquatiques (comme la nymphée blanche) dont la corolle épanouie permet de faire flotter les fruits de la plante et, ce faisant, de disséminer les graines hors de l'eau.

### Cas particuliers
Chez les plantes à fleur les plus anciennes, dont les origines remontent au début du Crétacé (dès 130 millions d'années avant notre ère), on ne peut en règle générale pas parler de corolle. La fonction des pétales était alors de protéger les organes reproducteurs des prédateurs ; de ce fait, ils ressemblaient le plus souvent à des feuilles ou à des écailles. Ce n'est qu'avec l'apparition des principaux groupes d'insectes pollinisateurs (abeilles, coléoptères et autres) que la corolle a acquis une importance fonctionnelle.
Enfin, il existe quelques cas particuliers, comme celui des Dioscorea, chez lesquels les pétales sont généralement très réduits ou absents, et où la fonction de la corolle est reprise par des feuilles de couleur détachées du calice.

### Termes spécialisés
Lorsque la corolle comporte un grand nombre de pétales, on parle d'une polypétalie ou d'une pluripétalie. Si, au contraire, elle ne compte qu'un seul pétale, on parle de monopétalie. Le cas des familles de plantes à fleurs dont la corolle comporte deux pétales seulement est en revanche plus rare. C'est notamment le cas du genre Circaea, la Circée,  et de certains genres de la famille des Rosaceae, comme Geum ou Potentilla[Information douteuse].